# 彼得·桑頓
彼得·桑頓（英語：Peter Thornton），暱稱老皮，是美國電視連續劇《玉面飛龍》的主要男角之一，由達納·艾卡扮演。
1991年，艾卡罹患末期青光眼；這被寫入了《玉面飛龍》的劇情中，因此劇中老皮後來亦罹患青光眼，並使用盲人手杖且需有旁人扶持。
臺灣電視公司配音版的老皮，配音員有兩代：第一代是曾在廣播圈工作的白志元，第二代是演員雷威遠。